# 西悉尼大学

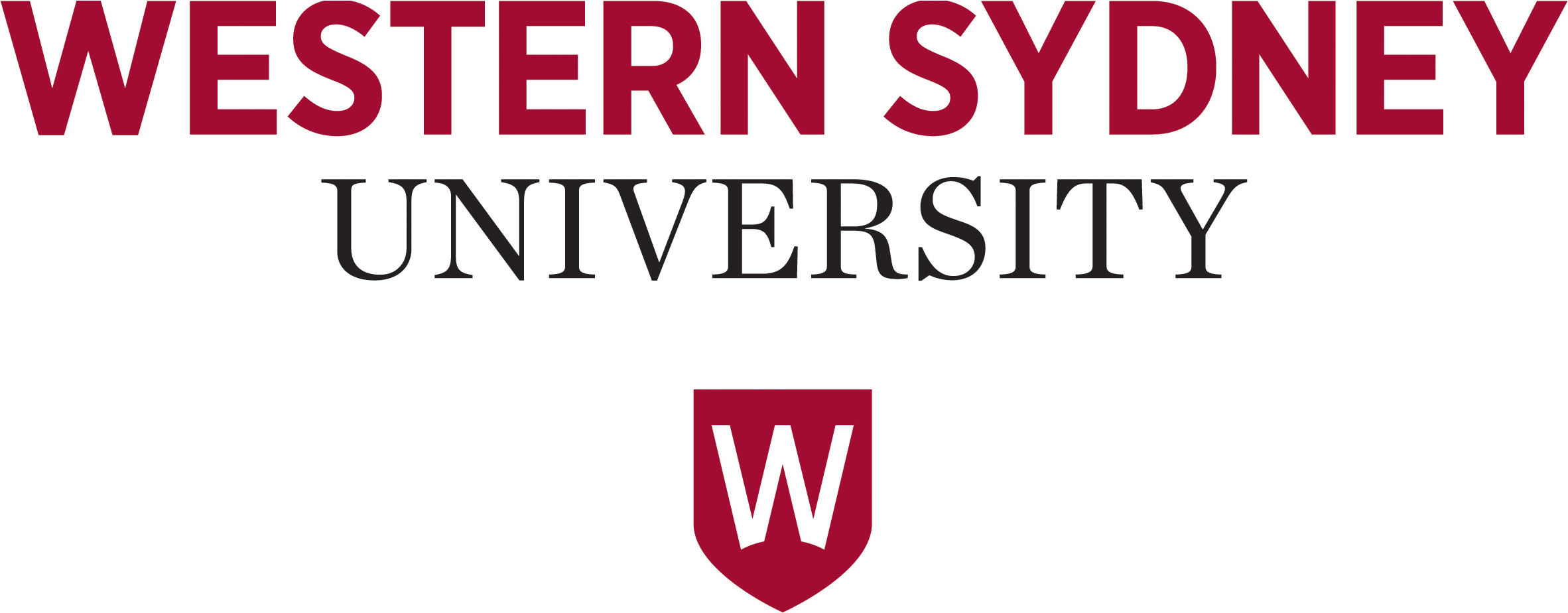

西悉尼大学（英語：Western Sydney University，曾用“University of Western Sydney”）拥有多个校区，位于悉尼大西部。学校提供本科、研究生及高等研究课程，五个校区分别位于宾士镇、布莱克敦、坎贝尔敦、霍克斯伯里、 帕拉马塔和彭里斯。根据QS世界大学排名，西悉尼大学在2021年被列入世界大学500强，澳大利亚第26名。
根据1988年颁布的西悉尼大学法案，西悉尼大学创办于1989年，将两所商学院（西悉尼大学继续教育学院、霍克斯伯里学院）合并形成联合网络大学。1989年学校与麦克阿瑟高等教育机构合作，在2001年由单一型多校区大学升格为联合式大学。 2015年，西悉尼大学更改校名，由University of Western Sydney改为Western Sydney University。

## 历史

### 早期建校历史
西悉尼大学由三部分组成，集中了三处学院的教育背景和优势。
1891年，霍克斯伯里学院由新南威尔士州农业协会设立为农学院。在帕拉马塔区, 西悉尼大学修缮并利用了1813年由州长Lachlan Macquarie发起建立的女子孤儿学校旧址作为校舍。
1987年，新南威尔士州工党政府计划以前工党首相本•奇夫利的名字作为西悉尼大学新校名，即“奇夫利大学”。1989年，自由党政府否决了这一计划并颇具争议性地将其命名为西悉尼大学（University of Western Sydney）。[5]
1989年，根据1988年西悉尼大学建设法案，西悉尼大学在悉尼西部郊区设立了师范学院和继续教育学院。
1990年，三所大学的联合学院成立：霍克斯伯里学院(Hawkesbury)、麦克阿瑟学院(Macarthur)和尼频学院(Nepean)。1989 年，霍克联邦工党政府颁布了高等教育供款计划（HECS）——高等教育计划。学校在新南威尔士州有1997年西悉尼大学建立法案授权的立法基础。
2000年, 为了削减行政管理费用和取消与悉尼大学的重复课程，并消除西悉尼大学成员机构之间的竞争，西悉尼大学成为一所为由多个校区组成的综合性大学。

### 近期历史
霍华德政府执政期间，联邦政府设立的大学建设资金占澳大利亚国内生产总值比重下滑。而联邦政府资金对西悉尼大学影响重大。Federal funding policy was very influential at UWS.2000年, 学校内部重组和资金缩减之后，霍克斯伯里学院(Hawkesbury)、麦克阿瑟学院(Macarthur)和尼频学院(Nepean)已不复存在，西悉尼大学自动升格为一所新的多校区大学。
2000年, 西悉尼大学将艺术学院、人文社科学院和心理学院合并。在2000年之后的十年内，西悉尼大学首次开设了纳米技术和生物技术本科学位。
2002年，西悉尼大学在校园内设置了标准化的IT基础设施。
2003年，西悉尼大学在悉尼艺术节上主办了塞缪尔•贝克特研讨会。2003年，新南威尔士州与澳大利亚联邦政府之间针对有关西悉尼大学事项发起了争执。
2004年，Michael Le Grand赢得了首届西悉尼大学校级雕塑一等奖。 
2004, 西悉尼大学、Metro Screen和SLICE TV 共同成为悉尼首批获得永久性社区电视执照的单位。悉尼电视台于2006年2月起在 沃灵顿南校区的控制中心录制。
2006年，西悉尼大学新闻网报道：“西悉尼大学报名人数激增，成为2007年新南威尔士和首都地区大学中增长排名第三位的大学。”
2007年, 西悉尼大学设立外科医学学士学位。同年，西悉尼大学与格里菲斯大学和墨尔本大学共同获得国家伊斯兰研究中心资助。
2008年, 西悉尼大学宣布节水和节能减排战略 its Indigenous Advisory Board，此举响应本土资源委员会支持Kevin Rudd对“被偷走的一代”的道歉。
2011年及2012年, Roy Tasker教授和James Arvanitakis教授被授予年度澳大利亚总理教师。
2015年8月30日，西悉尼大学更改校名。由the University of Western Sydney改为Western Sydney University。

## 校区
西悉尼大学由六个校区和一个辖区组成，每个校区课程设置不同，学生可以跨校区学习。

### 宾士镇校区

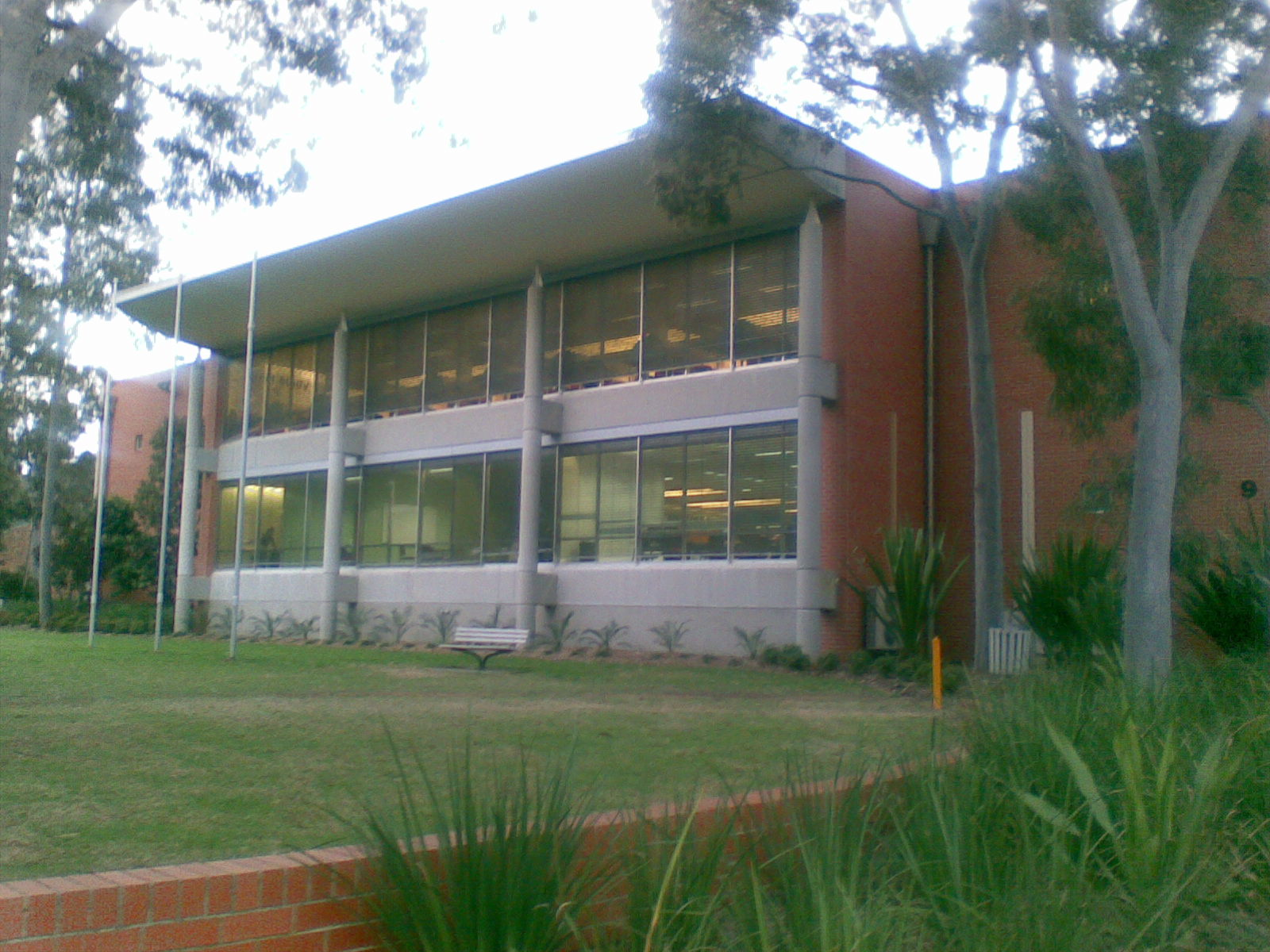
宾士镇校区图书馆

西悉尼大学宾士镇校区是一个新校区, 位于米尔佩拉, 距离宾士镇中央商务区5公里。此校区主要教授社会科学，大部分学生主修心理学、社会学、艺术学以及语言学。此外，学校还设有还有警官学位MARCS研究所。校园内还有一个现代化的食堂。
西悉尼大学最为著名的口译和笔译专业就在该校区，培养出了众多得到 National Accreditation Authority for Translators and Interpreters(NAATI)认可的口译员和笔译员。
校区内最古老的建筑建于1989年，由前总理Paul Keating亲自奠基。 

### 坎贝尔敦校区
西悉尼大学坎贝尔敦校区位于悉尼西南部半麦克阿瑟农耕地区。与宾士镇校区一样，坎贝尔敦校区原是1984年设立的麦克阿瑟学院（Macarthur Institute of Higher Education）的一部分。本校区设立药学、保健学、理学、护理学、法学和商学等学位。 研究中心也设立在此校区。
2007年，西悉尼大学成立医学院 ，并开设医学学士学位，旨在培养能在西悉尼地区提供医疗服务的毕业生，来填补地区医疗从业者短缺的情况。
校园宿舍（也称作Gunydji）在2010年得到修缮，最多能容纳205个单元。各个单元能够容纳5名住户，形成宿舍建筑群。
校区内有西悉尼大学旋转天文台。天文台由Dr. Ragbir Bhathal设计，内部包括两个天文观测台，直径分别为4.5米与2.9米。 天文台在2000年7月15日启用，主要用于与麦克阿瑟天文协会合作的光学研究S.E.T.I.项目，同时也负责社区的天文观测。2013年，由于新型校园宿舍改造，天文台移至该校区的南部，并于2014年10月2日重新启用。该校园也为麦克阿瑟天文论坛提供会场。

### 霍克斯伯里

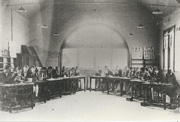
霍克斯伯里农业学院 1899

霍克斯伯里校区也称作里士满校区，占地1300公顷，位于悉尼西北部的霍克斯伯里谷，与里士满镇相邻。该校区提供多种课程：环境健康、法医科学、护理、医疗科学、自然科学（环境自然科学、农业自然科学、园艺自然科学）、中学科学教育等课程。霍克斯伯里校区内设施包括研究实验室、农场、（非经营性）水产养殖场、住宅楼、住宅别墅、会议中心、宗教中心、校园社交活动中心（也称作Stable Square）、自助餐厅、酒吧、音乐厅以及霍克斯伯里农业学院收藏馆。
霍克斯伯里校区内设有霍克斯森林实验所。该实验所有12个大型实验室，内有单独栽培的树木。树木的生长环境受到严格监控和记录，以预测澳大利亚灌木在下一个世纪的生长情况。
该校区设有法医学课程，并配备了罪案现场实验所以及各种法医实验室器材。植物与食物科学研究中心也同样坐落于该校区。
霍克斯伯里地球保护中心也位于此校区。该中心不仅为有机农作机构，中心内培育植物苗床，同时还拥有Henry Doubleday研究所与替代技术协会。
霍克斯伯里校区与里士满技术与继续教育学院相邻。校区附近有东里士满火车站。

#### 历史
霍克斯伯里校区原本是霍克斯伯里农业学院，于1892年由新南威尔士州农业部成立。到1989年，霍克斯伯里农业学院成为高等教育学院。2000年，该学院成为西悉尼大学霍克斯伯里校区（西悉尼大学分校，地处里士满与桂格山脉）。农业学院在2004年被关闭前曾经营乳制品业务。

### 帕拉马塔
西悉尼大学帕拉马塔校区为成立于1813年的女子孤儿学校所在地。此地原为位于莱德米尔的莱德米尔精神医院，临近帕拉马塔郊区。
西悉尼大学莱德米尔校区建于1998年，虽然是历史遗迹，但充满现代特色。这里的就读环境让众多学生所向往，因为该校区位于大悉尼中心并独立于其他八个西悉尼大学校区，它是距离悉尼中央商务区最近（附近有便利设施，距离工作地点近）的一个校区。
帕拉马塔校区内设科学、商业、法律/司法等课程。科学课程的上课地点位于莱德米尔校区附近的一处现代建筑。该地点曾由各检疫部门使用，例如联邦科学与工业研究组织、阿姆德尔制糖厂以及生物与化学研究所实验室。
在帕拉马塔校区成立之前，课程都在韦斯特米德区进行，而韦斯特米德区现在也成为帕拉马塔校区的一部分。该校区中最古老的建筑物是曾经的圣文森特孤儿院。在韦斯特米德校区内，有一个专门教授雅思课程的学院，叫做西悉尼大学学院。韦斯特米德区是悉尼以前的医疗区之一，包括韦斯特米德医院与韦斯特米德儿童医院。这两所医院为教学医院，虽然它们之前并未附属于西悉尼大学。
2014年，西悉尼大学宣布将在帕拉马塔中央商务区成立新校区，作为目前帕拉马塔校区的扩展校区。帕拉马塔校区将坐落于乔治街第100号。该校区未来将设有研究生课程，以商业课程（悉尼管理学院）、社会科学课程以及人文课程为主。

### 彭里斯

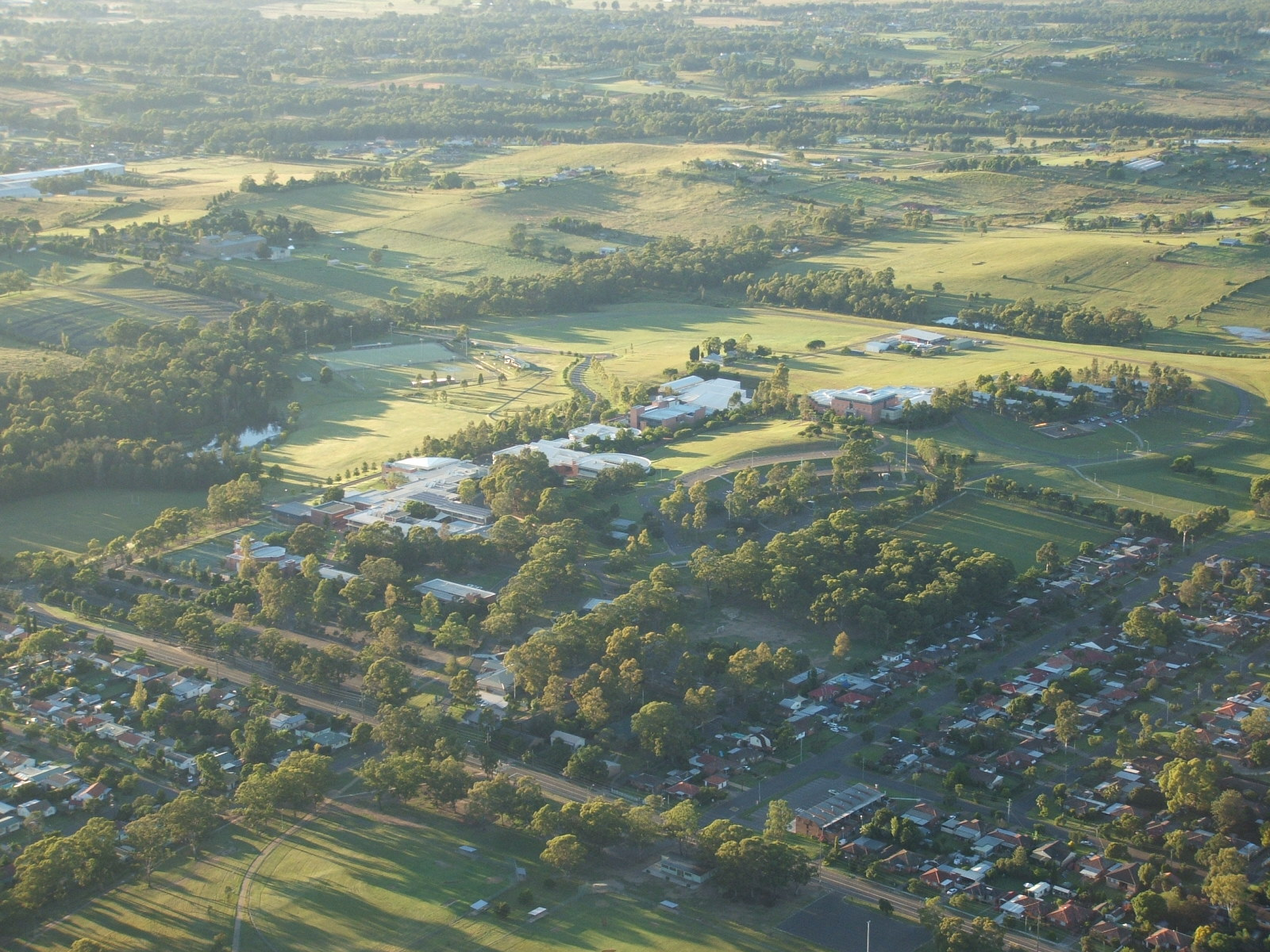
金斯伍德校区航拍照片

西悉尼大学彭里斯校区分为三部分，分别为金斯伍德、沃灵顿南部以及沃灵顿北部，位于悉尼两个不同的郊区。
金斯伍德校区拥有最多的学生服务设备、计算机房、教室以及报告厅。该校区还提供网球场、体育馆、酒吧以及学生公寓。校区内的Allen图书馆与Ward图书馆现已合并为一个图书馆。该校区的John Phillips图书馆新馆被列入2015年世界建筑大奖候选名单。
沃灵顿南部校区内教室与报告厅的数量比此前少了一些。该校区也设有通讯、设计与媒体学院，并为设计学（可视通讯）学士学位的颁发校区。
沃灵顿北部曾为教学校区，而目前其职能仅仅为行政校区，校长与副校长办公室就在此校区。校区内有由Graeme White博士（现已不在西悉尼大学任教）以及西悉尼大学天文中心成员主持建造的尼皮恩天文台。
沃灵顿南部校区与金斯伍德校区的课程有所不同。金斯伍德校区主要有工程、计算机、音乐与人文课程，而沃灵顿校区主要教授设计学课程。
此外，西悉尼大学沃灵顿南部校区负责悉尼社区电视台无线电广播工作，工作地点为校区内建筑B与建筑D。
西悉尼大学与众多无线电广播中心有合作，包括ABC地方广播、ABC国家广播、ABC经典调频、Triple J、RadiABC新闻广播、ABC Dig 音乐以及ABC爵士音乐等来自歐迪模广播电台ABC乡村电台。

## 行政与院校

### 学院
西悉尼大学的学术活动主要以学院为单位进行。目前，西悉尼大学共有9个学院：
- 商学院
- 计算机工程数学学院
- 教育学院
- 人文学院
- 法学院
- 药学院
- 护理与助产学院
- 社会科学与心理学院会科学与心理学院
- 科学与健康学院

### 研究机构与中心
2013年，西悉尼大学获得澳大利亚研究委员会580万澳元拨款以对18项研究项目进行研究，在同批40所澳大利亚大学内排名第11名。霍克斯伯里环境研究所于2012年正式成立，并获得澳大利亚政府教育投资基金4000万澳元。在气候变化研究方面，西悉尼大学拥有一些世界上规模最大且最复杂的研究设施。2007年迈尔斯弗兰克林文学奖得主Alexis Wright是西悉尼大学的一名博士后研究员。
西悉尼大学共有11所研究所与研究中心：
- 霍克斯伯里环境研究所
- 文化与社会研究所
- 基础建设工程研究所
- MARCS研究所（曾被称作MARCS听觉实验室）
- 国家补充疗法研究所
- 教育研究中心
- 健康研究中心
- 宗教与社会研究中心
- 城市研究中心
- 写作与社会研究中心

### 排名与声誉
在2014年全球大学排名中，西悉尼大学排名第651，在澳大利亚排名第28。2014年和2015年，西悉尼大学在建校50年以内的世界大学排行榜上跻身前100名，2014年为第87名，2015年为第56名。 西悉尼大学在2021年泰晤士高等教育排名中全球排名251-300。
| 类别/年份      | 2014    | 2013    | 2012 | 2011 | 2010    | 2009    |
| -------------- | ------- | ------- | ---- | ---- | ------- | ------- |
| 总体           | 305-400 | 651-700 | 601+ | 601+ | 501-600 | 551-600 |
| 人文社科       | TBA     | 284     | N/A  | 508  | 351-400 | N/A     |
| 自然科学       | TBA     | N/A     | N/A  | 802  | N/A     | N/A     |
| 工程和信息技术 | TBA     | N/A     | N/A  | 698  | N/A     | N/A     |
| 社会科学       | TBA     | 386     | N/A  | 570  | N/A     | N/A     |
| 生命科学       | TBA     | N/A     | N/A  | 447  | N/A     | N/A     |

一些具体测评指标显示西悉尼大学在某些“大学关键指标”上的得分可以达到5星中的3到4星。在2015年的优秀大学指南上，西悉尼大学在一些非关键指标上取得了更好的成绩。.

## 学生生活

### 学生代表

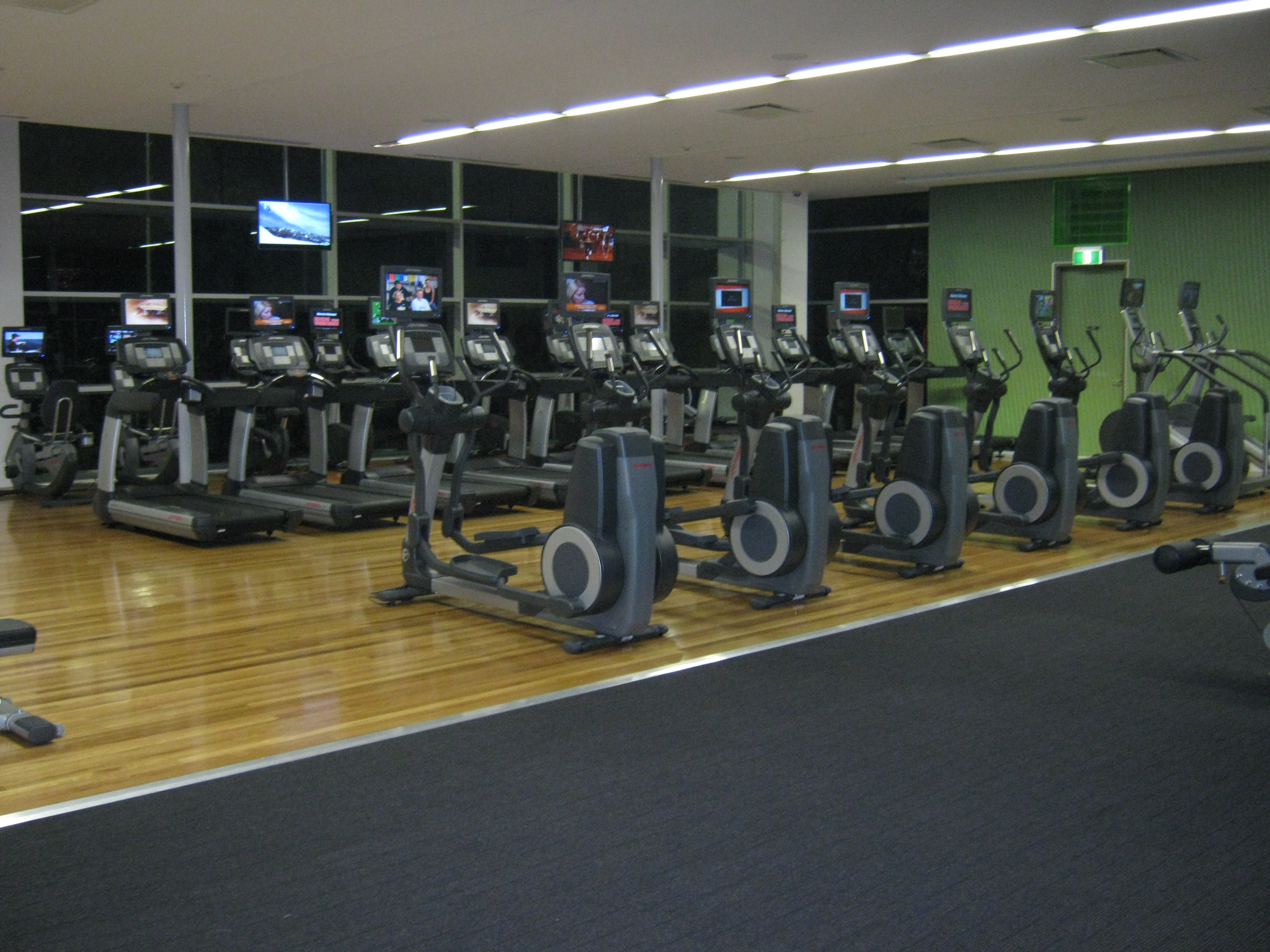
Connect Fitness centre

在2009年之前，西悉尼大学只有两个学生组织，各自负责专门的领域。这两个组织在2009年自愿解散了，它们在当时承担着学校的大部分课外活动和相关服务工作。
当时，学校学生义务工会组织提供这两个学生组织的资金支持。根据学生自愿组织工会的相关立法，西悉尼大学同意资助学生组织，但资金数额逐步减少，西悉尼大学学生会也有号召学生每人自愿上交60元。
西悉尼大学学生会和西悉尼大学研究生会在学校里是独立的，而西悉尼大学联合会则是完全由西悉尼大学运营的。
- UWSSA Inc. — 西悉尼大学学生会，它的格言口号是“将知识注入生活”，[34]" - 也就是校训。它旨在通过提供各项学生福利以及服务设施来改善和提高学生们的校园生活，同时也在组织各项活动旨在提高学校的生源。
- PAUWS Inc. — 西悉尼大学研究生会，这是一个由西悉尼大学的研究生们组成的学生组织。

UWSConnect Ltd. — UWSConnect西悉尼大学联合会是由西悉尼大学运营的一个非营利性的组织，它的宗旨也是提高学生们的校园生活质量。学校里的咖啡厅、餐厅、体育比赛、文娱活动等都是由它提供并举办的。除此之外，它也负责组织学校的一切商务活动，例如校内的广告、自动售货机、学生折扣、以及其他的一些特殊活动。但是，西悉尼大学联合会也被指责提供收费过高的食物，但举办的活动质量并不高。但自2008年起，这种现象得到了极大地改善，该组织渐渐加强了对自身的管理。

### 住宿
西悉尼大学校内以学生公寓村的方式为学生们提供住宿。

### 运动
健身联合会——Connect Fitness健身联合会不是一个以营利为目的的组织，在西悉尼大学的四个分部校区，即霍克斯伯里、金斯福德、班克斯顿、和坎贝尔敦校区都有其健身房。

### 媒体
Cruwsible 是一项独立编辑发行的西悉尼大学学生报纸，于2013年开始出版发行，现在已达到6000多的印刷量。

## 学院及校区
2009年，西悉尼大学在班克斯敦校区旧址上建立了新的校区，在此之前，此地区的财产，资源保护工作已经完成。
Nirimba校区是在HMAS Nirimba的旧址上建造完成的，它以前曾是一个海军航空基地，现在也被称作Nirimba教育区。它地处奎克山，从黑镇到那里仅需十分钟车程，离它最近的火车站是奎克山站。这个校区内有多处历史建筑，并建有两条高架跑道。
Nirimba校区提供学生住宿，设有空调的讲座礼堂，以及一些20世纪90年代建造的教室，从学校里还可以看到附近的斯科菲尔德机场。自从西悉尼大学减少了校内的课程，校区的数量也随之减少了。最开始，西悉尼大学是个只教授商业课程的单一学科的学校，在其他校区内也是如此。Nirimba校区离伯班克商务中心并不远。
坐落在奎克山脚下的Nirimba教育区是西悉尼大学最开始的本部UWSCollege所在地。西悉尼大学在当时与新南威尔士州TAFE机构、Nirimba学院、公教初院、西悉尼大学Nirimba校区以及温德姆学院一起同属一个教育区。这些学院一起提议，共同打造一个“以创新、事业促进和敬业奉献为重点的协同伙伴联盟，以此帮助学生争取到最佳的前途。” 
最近，西悉尼大学的Nirimba校区地位受到了一些争议	。一方面，媒体指出西悉尼大学废弃了这个校区和其管理区域。对此，甚至还有一个专门的机构在校区关闭之际Save UWS Nirimba提出保护Nirimba校区，他们还向当地的官员和学校领导情愿不要关闭此校区。后来，相关方面决定再建立一个新的学院。
西悉尼大学最近宣布在悉尼黑镇成立新的医学分部校区 ，叫做黑镇—德鲁克山临床医学学院，它将隶属黑镇医院，成为与医学院相关联的第二个临床医学院。
这个学院是一个“大学通道”机构，这也是为了满足那些想要上大学的同学们的需求。
坐落在C21区的图书馆由西悉尼大学负责管理，它在一开始是个两用图书馆，同时也是一个TAFE图书馆。现在，一个“三用”图书馆也为了学生们的需要而正式投入使用了。WSI TAFE组织和学院方都给西悉尼大学提供资金用来建设图书馆。不过在西悉尼大学的所有校区内，图书馆内的馆藏维护和人员管理还是作为中心环节重点管理的。

## 西悉尼大学国际合作
西悉尼大学和以下海外大学都建立了合作关系：
- 萨尔瓦多 萨尔瓦多大学
- 加拿大 威尔弗里德·劳雷尔大学
- 中国 北京外国语大学
- 台灣 逢甲大學
- 台灣 國立中正大學
- 中国 对外经济贸易大学（UIBE）
- 中国 江苏省中医学院
- 中国 西北农林科技大学
- 中国 上海大学
- 法国 格勒诺布尔政治学院
- 德国 卡塞尔大学
- 香港 岭南大学
- 香港 東華學院
- 日本 关西外国语大学
- 黎巴嫩 圣母大学
- 尼泊尔 TU大学
- 菲律宾 何利安杰利斯大学（圣天使大学）
- 瑞典 林雪平大学
- 泰国 蒙克库特科技大学
- 英国  赫特福德大学
- 美国 佛罗里达大学
- 越南 经济大学，胡志明市国际商学院

参考年份：2007,
2008年 

## 重要人物
自2011年1月任职至今的西悉尼大学第七任校監是彼得·舍戈尔德，他此前曾奉献于公共事业，也曾是一位学者。 自2014年1月至今的现任副校长是Barney Glover教授。

## 另类诺贝尔奖
2014年，西悉尼大学的一位心理学教授Peter K. Jonason（硕士）和另一位心理学博士获得了2014年另类诺贝尔心理学奖。他们的研究涉及人性中的“黑暗面”，于2013年完成，基于一篇名为“夜行生物：夜行物种及其黑暗属性”的报道。Peter K. Jonason, Amy Jones, 和Minna Lyons，个人差别。具体请参考卷 55, 第5章, 2013, pp. 538–541.

## 相关图片

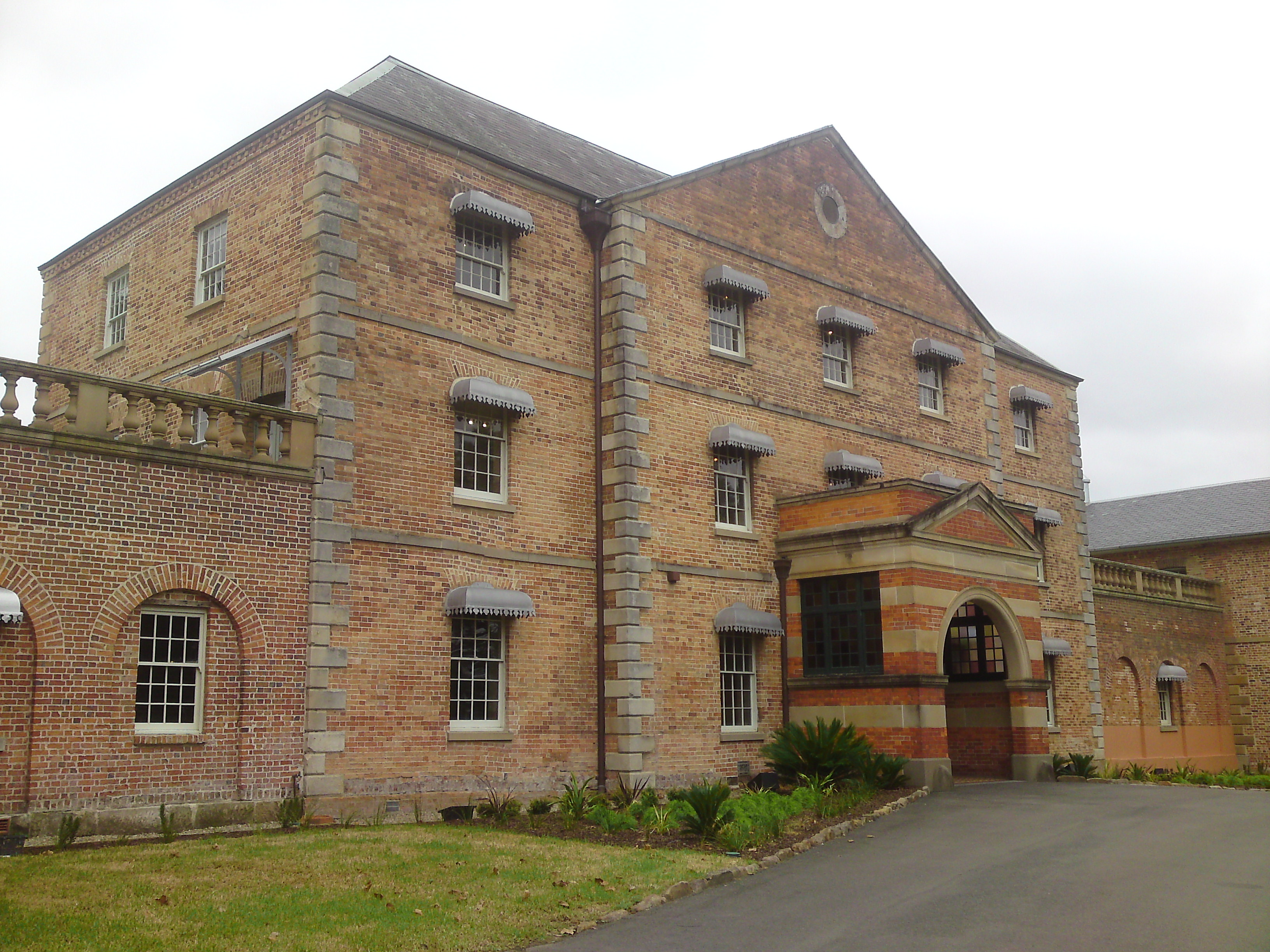
原帕拉玛塔校区校舍
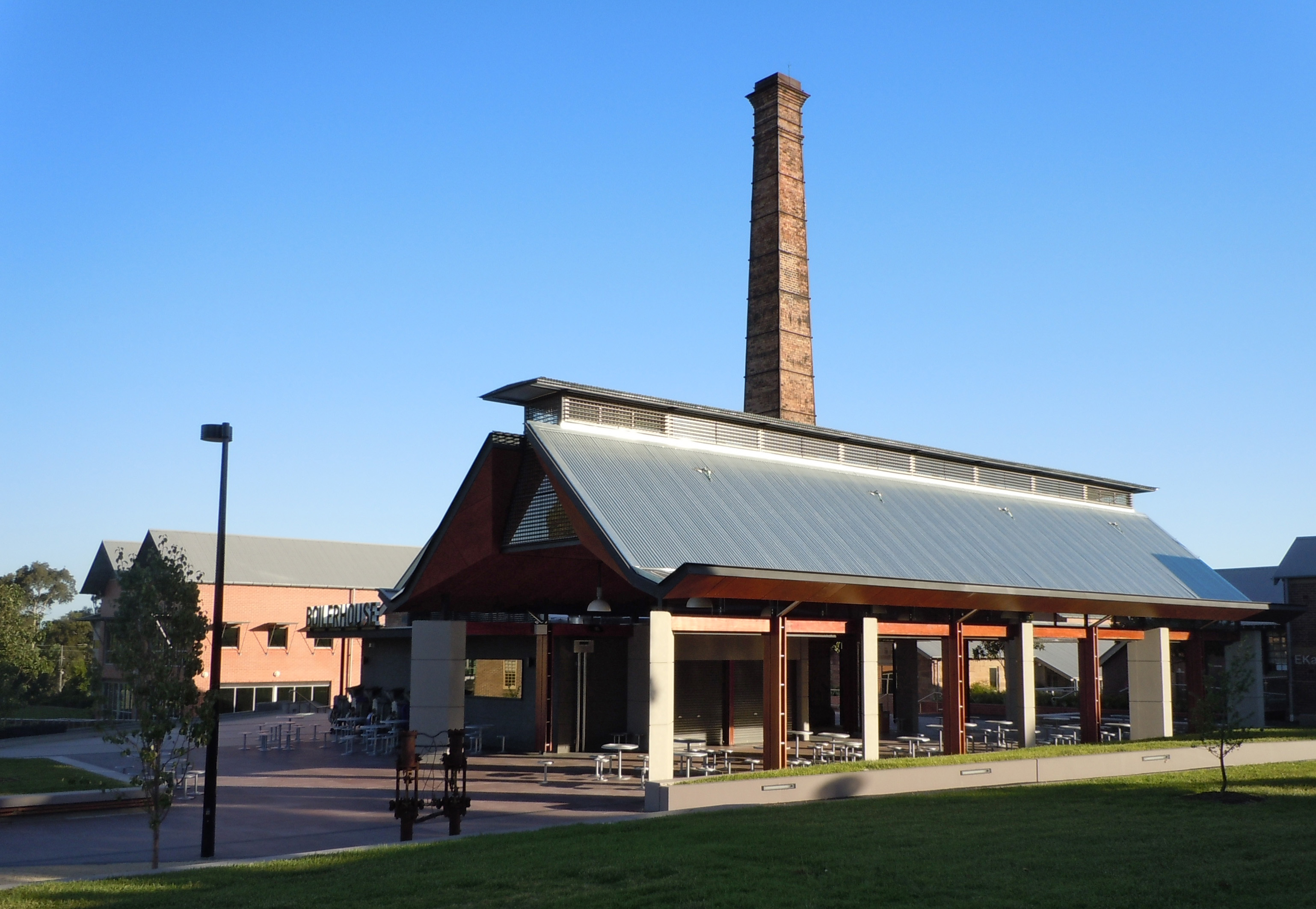
帕拉玛塔校区Boilerhouse餐厅
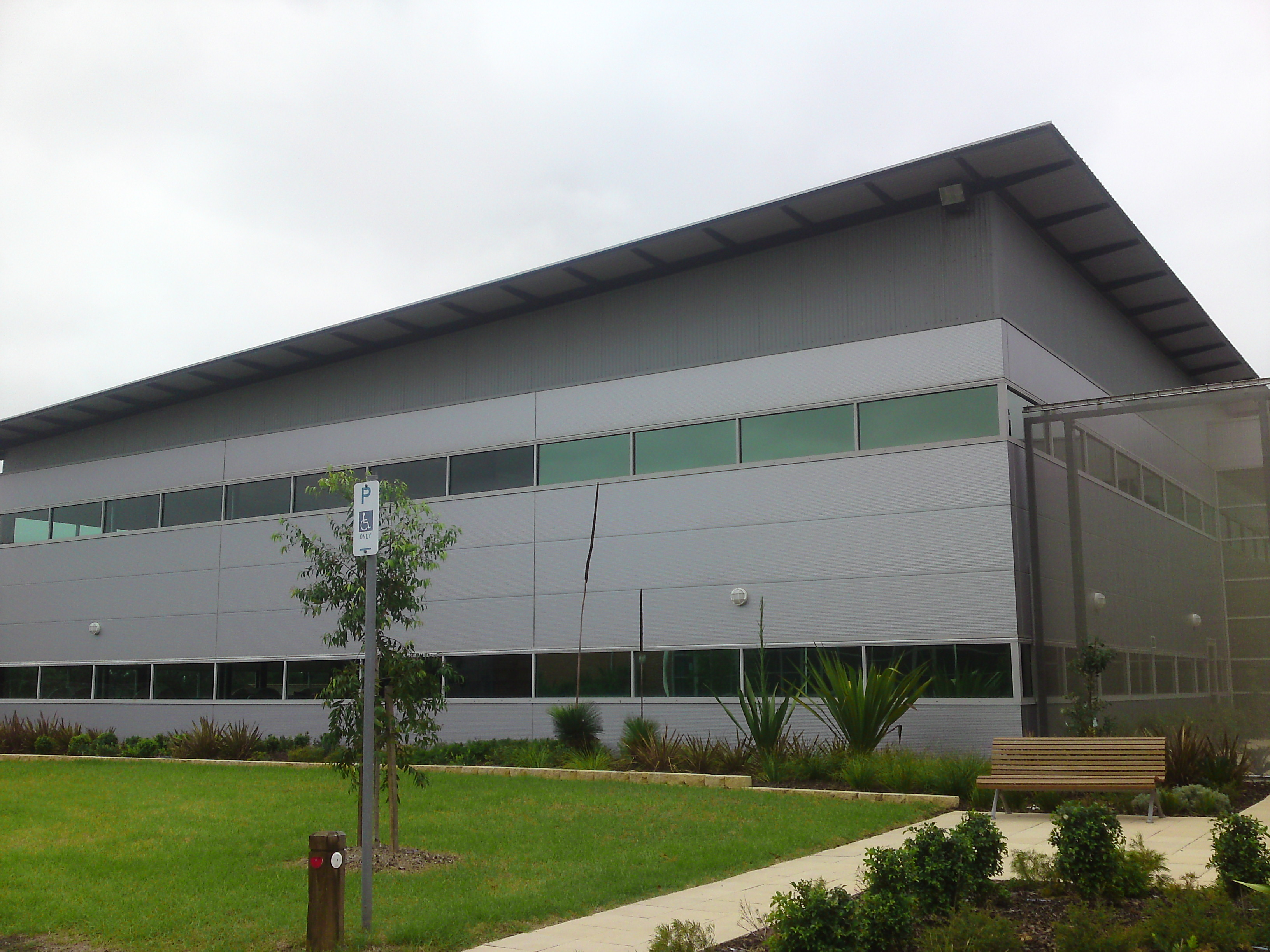
帕拉玛塔校区图书馆
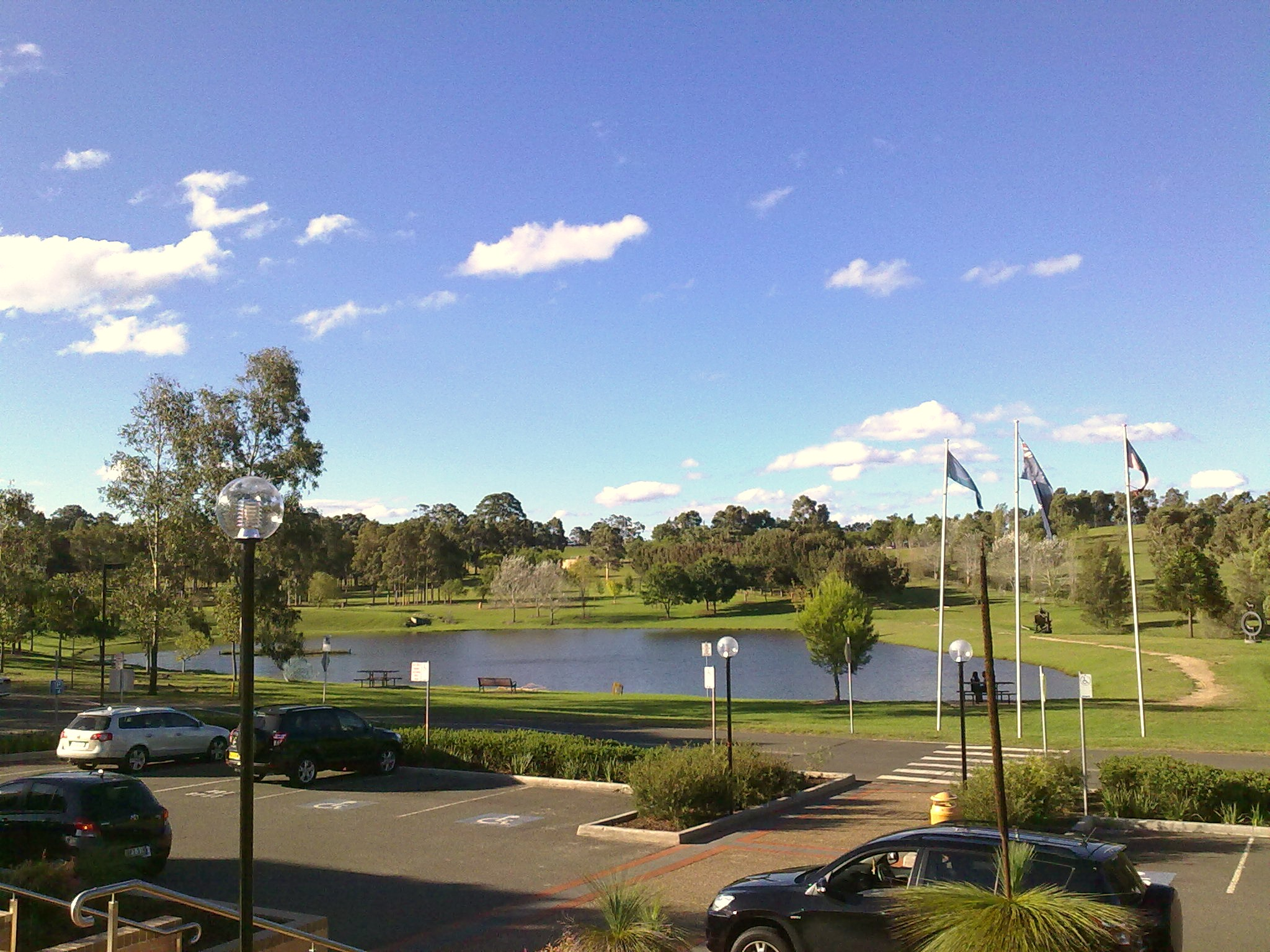
西悉尼大学坎贝尔校区
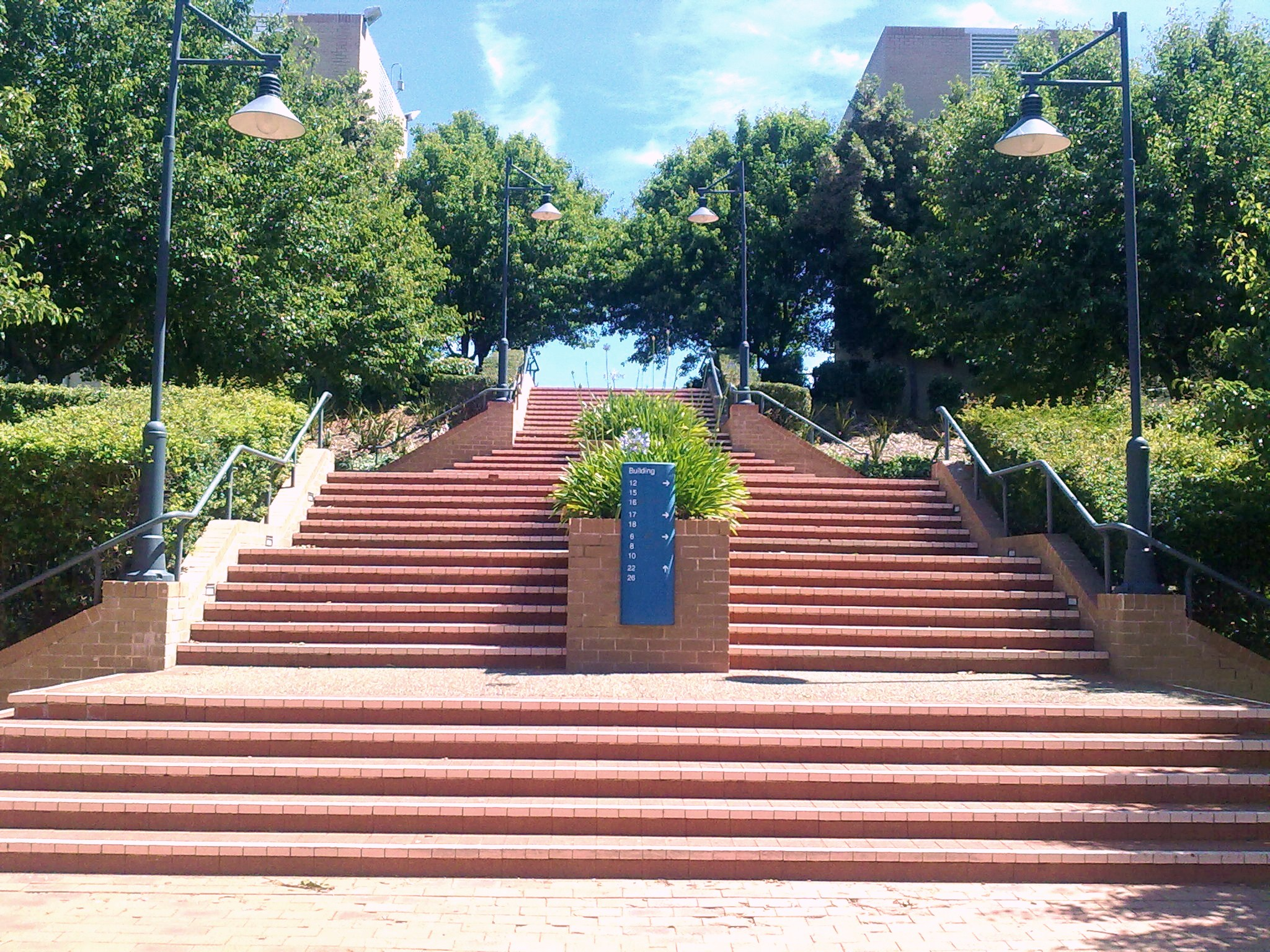
坎贝尔校区法学院
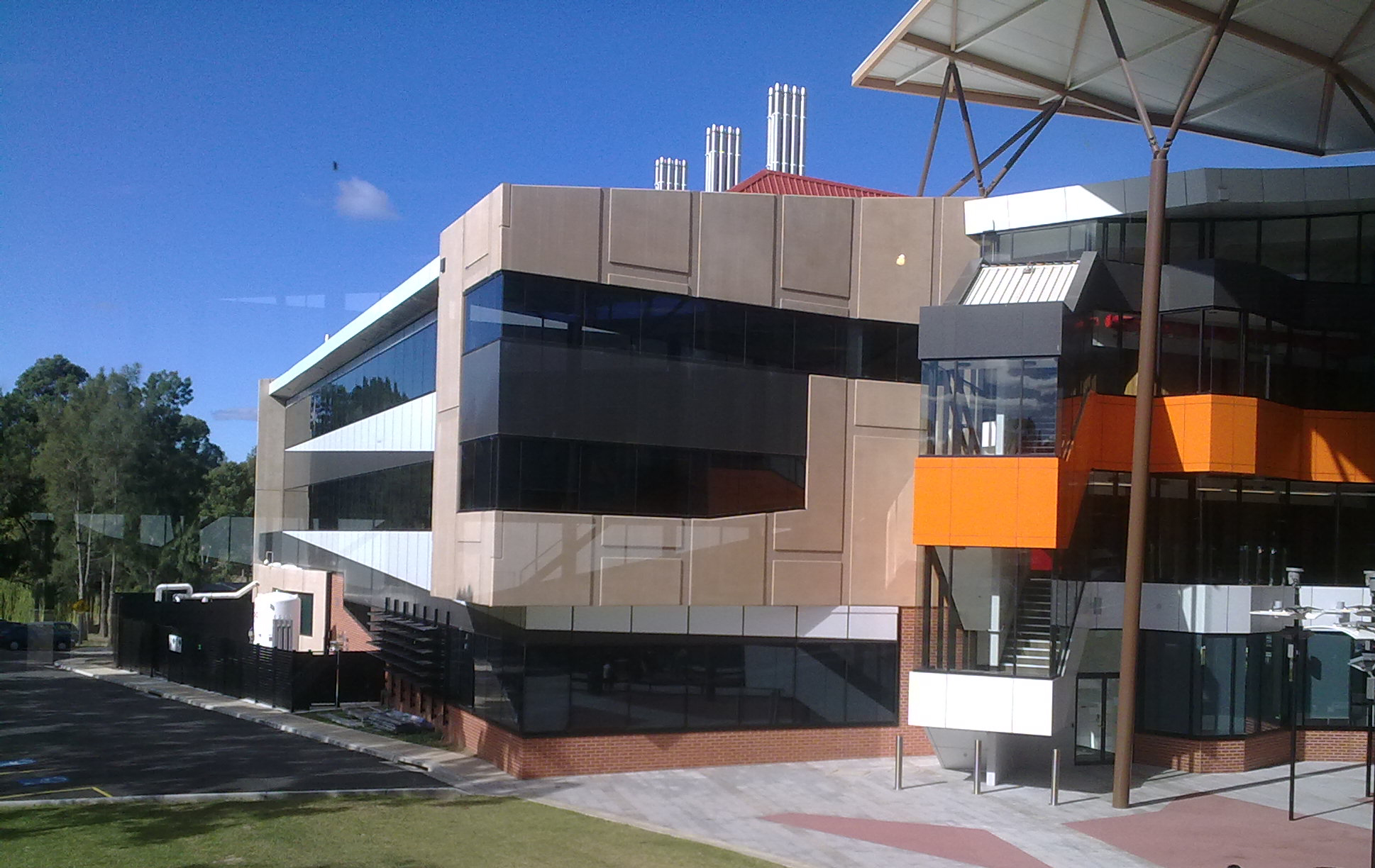
坎贝尔校区医学院
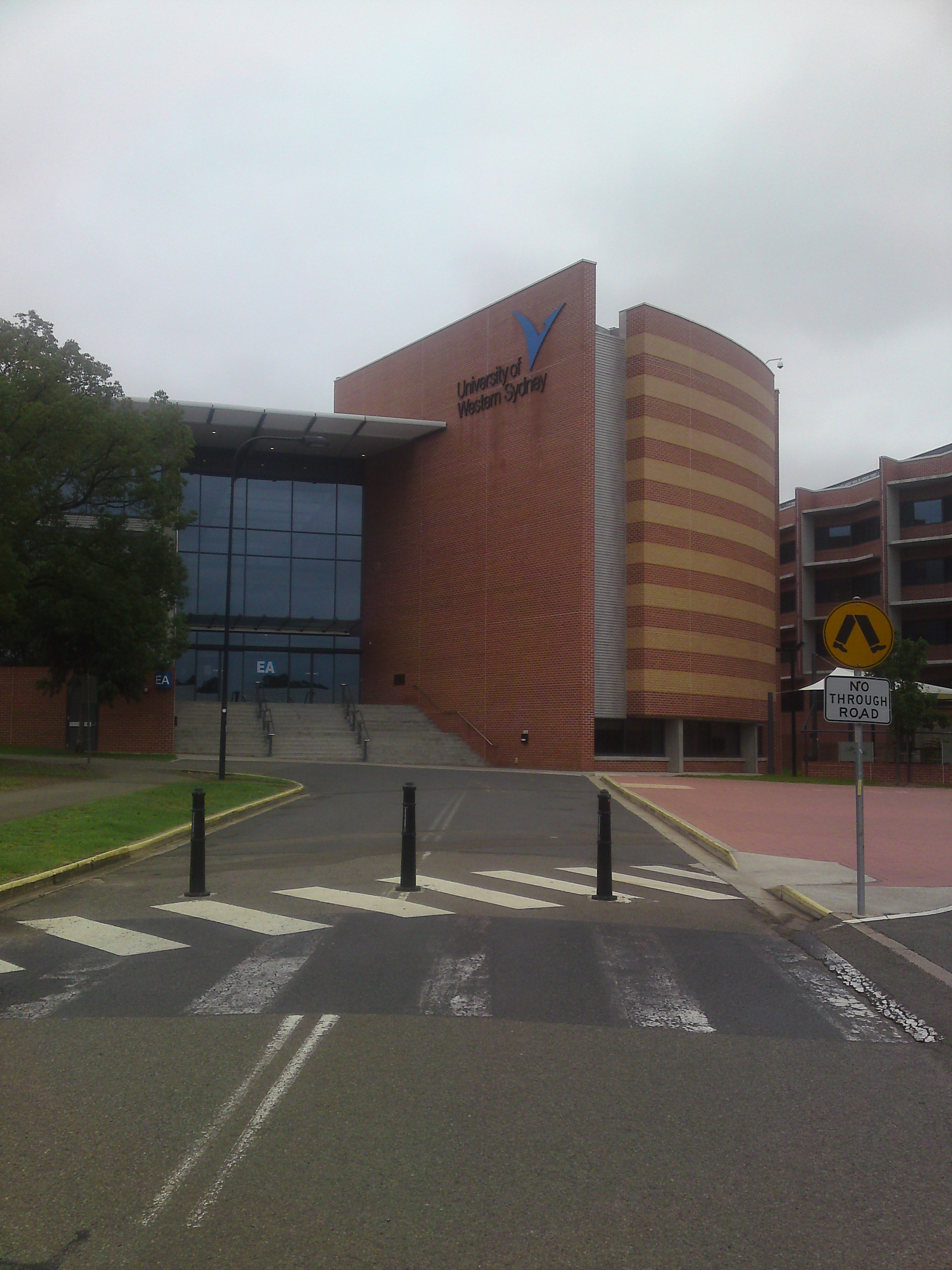
帕拉马塔校区EA建筑

## 著名校友
- 陳威陶（藝人王靜瑩前夫）
- Nathaniel Buzolic